# إلي بوجيت
إلي بوجيت (بالإنجليزية: Ely Pouget)‏ هي عارضة وممثلة أمريكية، ولدت في 30 أغسطس 1961 بنيوآرك في الولايات المتحدة.

## أعمال

### مسلسلات
- جوال تكساس ووكر

## وصلات خارجية
- إلي بوجيت على موقع IMDb (الإنجليزية)
- إلي بوجيت على موقع ألو سيني (الفرنسية)
- إلي بوجيت على موقع أول موفي (الإنجليزية)
- إلي بوجيت على موقع قاعدة بيانات الأفلام السويدية (السويدية)
- إلي بوجيت على موقع قاعدة بيانات الفيلم (الإنجليزية)
- إلي بوجيت على موقع كينوبويسك (الروسية)